# نودارا
نودارا (به لاتین: Knodara) یک منطقهٔ مسکونی در قبرس شمالی است که در ناحیه غازی ماغوسا واقع شده‌است.